# Acanthodelta faberis
Acanthodelta faberis är en fjärilsart som beskrevs av Embrik Strand 1914. Acanthodelta faberis ingår i släktet Acanthodelta och familjen nattflyn. Inga underarter finns listade i Catalogue of Life.